# Soraga di Fassa
Soraga di Fassa – miejscowość i gmina we Włoszech, w regionie Trydent-Górna Adyga, w prowincji Trydent. Do marca 2017 nosiły nazwę „Soraga”.
Według danych na rok 2004 gminę zamieszkiwało 677 osób, 35,6 os./km².